# Діогу I (маніконго)
Діогу I (порт. Diogo I) або Нкумбі Нпуді-а-Нзінґа (кон. Nkumbi Npudi a Nzinga; 1503 — 4 листопада 1561) — дев'ятий маніконго центральноафриканського королівства Конго.

## Правління
Прийшов до влади після повалення свого дядька Педру I та смерті брата Франсішку I. Від самого початку свого правління Діогу призначив розслідування змови, яку за допомоги португальців намагався організувати проти нього колишній король Педру I. 1555 року Діогу розірвав відносини з Португалією та примусово виселив з Конго всіх португальців.
Попри те, що Діогу став повноправним королем, він усвідомлював, що при дворі перебували багато прихильників його дядька. Всіх разом віддалити від двору він не міг, тому зробив це поступово, щоб і поставити своїх людей і не втратити рештки підтримки серед старої знаті.
Попри розрив із Португалією, король Діого продовжив політику християнізації країни, зокрема намагався поширити нову віру на село, де ще були вкорінені поганські вірування.
Помер 1561 року, після чого трон зайняв його позашлюбний син, Нзінґа-а-Мвемба.